# Frikorps
Frikorps (eller frivillige korps) er militære enheder oprettet af frivillige, som efter overenskomst med myndighederne samarbejder med regulære styrker under krigsforhold.
Frikorps kendes fra Middelalderen og var primært tyske korps af frivillige som deltog i krig.
I tysk historie kendes begrebet fra Napoleonskrigene i begyndelsen af det 19. århundrede, hvor korps af frivillige unge mænd hovedsageligt studerende kendt som Burschenschaftlere samledes for at kæmpe mod Napoleons tropper i Tyskland. Også i tiden omkring og lige efter 1. verdenskrig opstod i Tyskland flere frikorps, der i tiden umiddelbart efter Det Tyske Kejserriges sammenbrud spillede en rolle i landet.
I forbindelse med den græske frihedskrig 1821-29 bidrog filhellenske friskarer fra mange europæiske lande til Grækenlands frigørelse fra Osmannerriget.

## I Danmark
I Danmark var snaphanerne i 1600-tallets krige et frikorps. Efter 1801 blev der etableret flere frivillige korps bl.a. Kongens Livjægerkorps under Englandskrigene og de jyske herregårdsskytter under Treårskrigen og atter efter den 2. Slesvigske Krig, heriblandt Akademisk Skyttekorps (1866) foruden rekylkorps i Københavns Amt, Vejle Amt og 14 andre amter (fra 1909), flere motor- og cykelordonnanskorps, f.eks. Korps Westenholz, som Aage Westenholz stiftede i 1908, samt 230 lokale frivillige bevogtningskorps (fra 1913). Korpsene blev koordineret af en centralkomité, som i en periode havde Palle Berthelsen som formand.
De fleste korps blev opløst efter 1918, og de resterende som følge af Hærloven af 1937.
Under 2. verdenskrig drog danske frivillige i Frikorps Danmark i krig for Nazi-Tyskland mod Sovjetunionen.
Frivillige korps opstod igen efter Besættelsen med hjemmeværnsforeningerne, der udsprang af modstandsbevægelsen og i 1949 indgik i Hjemmeværnet.

## I Tyskland
I tiden efter første verdenskrig opstod i Tyskland en række frikorps i tomrummet efter hærens kollaps. Frikorpsene bistod regeringshæren i at nedkæmpe de venstreradikale oprør under Novemberrevolutionen, og den socialdemokratiske regering var aktiv i oprettelsen af en række frikorps, hvis formål var at bekæmpe de tyske kommunister og anarkister. Ved udråbelsen af Den bayerske rådsrepublik i foråret 1919 lod regeringen oprøret brutalt nedkæmpe ved hjælp af en række frikorps og lokale Einwohnerwehr. Den socialdemokratiske regering lod ligeledes frikorps håndtere urolighederne i Oberschlesien, hvor polske oprør blev slået blodigt ned.
De tyske frikorps blev krævet opløst i marts 1920, hvilket imidlertid resulterede i, at frikorpset Marinebrigade Ehrhardt under ledelse af general Walther von Lüttwitz og Wolfgang Kapp marcherede mod Berlin og kortvarigt overtog magten. Kappkuppet blev dog forpurret af en generalstrejke og frikorpsenes indflydelse og betydning blev væsentligt formindsket. Tyskland havde dog efter 1920 fortsat en række paramilitære enheder, der op gennem 1920'erne og i begyndelsen af 1930'erne fik tiltagende indflydelse, herunder det kommunistiske Roter Frontkämpferbund og det nazistiske Sturmabteilung (SA).